# Kreis Mühlhausen
| Basisdaten                            | Basisdaten                                                |
| ------------------------------------- | --------------------------------------------------------- |
| Bezirk der DDR                        | Erfurt                                                    |
| Kreisstadt                            | Mühlhausen                                                |
| Fläche                                | 574 km² (1989)                                            |
| Einwohner                             | 90.497 (1989)                                             |
| Bevölkerungsdichte                    | 158 Einwohner/km² (1989)                                  |
| Kfz-Kennzeichen                       | F und L (1953–1990) LR und LS (1974–1990) MHL (1991–1995) |
|                                       |                                                           |
| Der Kreis Mühlhausen im Bezirk Erfurt |                                                           |

Der Kreis Mühlhausen war ein Landkreis im Bezirk Erfurt der DDR. Von 1990 bis 1994 bestand er als Landkreis Mühlhausen im Land Thüringen fort. Sein Gebiet liegt heute im Unstrut-Hainich-Kreis in Thüringen. Der Sitz der Kreisverwaltung befand sich in Mühlhausen.

## Geographie

### Lage

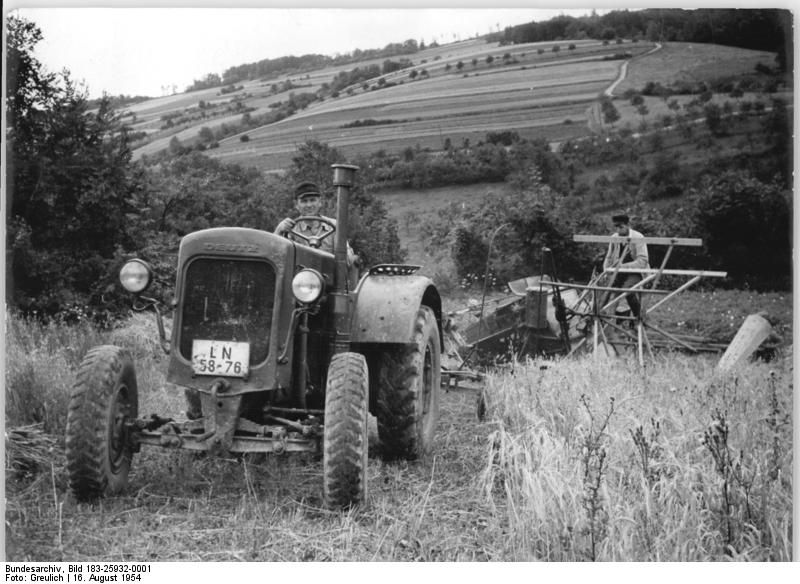
Getreideernte im südlichen Eichsfeld bei Hildebrandshausen

Der Kreis Mühlhausen lag am Westrand des Thüringer Beckens nordöstlich des Hainichs und wurde von der Unstrut durchflossen. Im Westen berührte das Kreisgebiet die innerdeutsche Grenze, ein Teil des Kreisgebietes war somit durch die Einschränkungen des Sperrgebietes beeinträchtigt.

### Nachbarkreise
Der Kreis Mühlhausen grenzte im Uhrzeigersinn im Norden beginnend an die (Land-)Kreise Worbis, Sondershausen, Langensalza, Eisenach, Eschwege (bis 1973) bzw. Werra-Meißner-Kreis (ab 1974) und Heiligenstadt.

### Landschaft
Die Landschaft des Kreises wird von den Muschelkalkplatten der Eichsfelder Höhe (am Rode bis 498,2 m), des Düns (Köhlerberg 504,7 m und Sollstedter Warte 487,1 m), des Hainichs am (Hohen Rode 493,0 m und an der Haardt 451,3 m) und der Heilinger Höhen (am Lehdenberg 367,6 m) geprägt. In der Mitte und Süden schließt sich an die Höhenlagen das westliche Unstruttal des Thüringer Beckens an.
Das wichtigste Gewässer des Kreises Mühlhausen ist die Unstrut mit ihren Zuflüssen Luhne, Notter, Felchtaer Bach und Seebach. Die Elbe-Weser-Wasserscheide verläuft im Westen über die Höhe des Hainichs. Westlich der Wasserscheide formen die kleineren Werrazuflüssen Frieda, Lempertsbach und Heldrabach das Landschaftsbild. Größtes künstliches Gewässer ist die Talsperre Seebach. 

## Geschichte

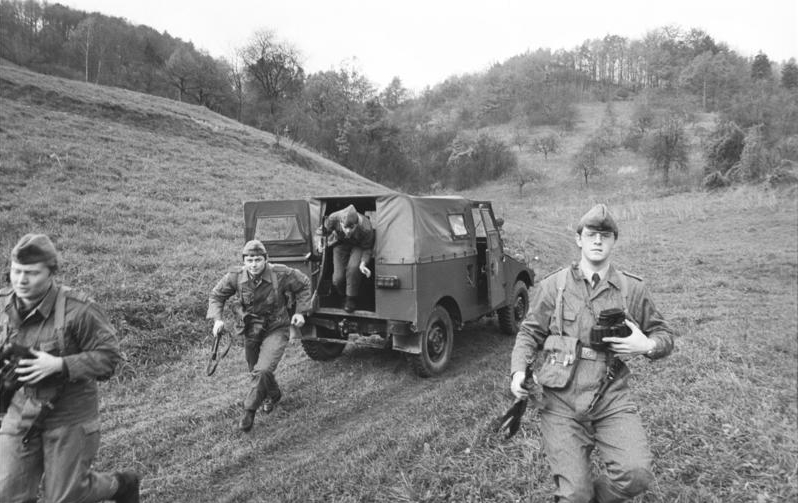
Übung der Grenztruppen 1982

Der seit dem 19. Jahrhundert bestehende preußische Landkreis Mühlhausen i. Th. wurde nach dem Zweiten Weltkrieg in der Sowjetischen Besatzungszone dem Land Thüringen zugeordnet. Seit 1949 war das Land Thüringen Teil der DDR. Bei einer ersten Gebietsreform in der DDR wurde der Landkreis Mühlhausen um die bis dahin kreisfreie Stadt Mühlhausen und um Gemeinden der Landkreise Langensalza und Sondershausen vergrößert.
Am 25. Juli 1952 kam es in der DDR zu einer umfassenden Verwaltungsreform, bei der unter anderem die Länder ihre Bedeutung verloren und Bezirke gegründet wurden. Teile des Landkreises Mühlhausen wurden an die neuen Kreise Langensalza, Eisenach und Worbis abgegeben. Aus dem verbleibenden Kreisgebiet wurde der Kreis Mühlhausen gebildet, der dem neugebildeten Bezirk Erfurt zugeordnet wurde. Der Kreissitz war in der Stadt Mühlhausen.
Am 17. Mai 1990 wurde der Kreis in Landkreis Mühlhausen umbenannt. Anlässlich der Wiedervereinigung der beiden deutschen Staaten wurde der Landkreis Mühlhausen im Oktober 1990 dem wiedergegründeten Land Thüringen zugesprochen. Bei der Kreisreform in Thüringen ging er am 1. Juli 1994 im neuen Unstrut-Hainich-Kreis auf, dessen Kreisstadt nach wie vor Mühlhausen ist.

## Einwohnerentwicklung
| Jahr      | 1960   | 1971   | 1981   | 1989   |
| Einwohner | 99.330 | 98.095 | 92.873 | 90.497 |

## Städte und Gemeinden

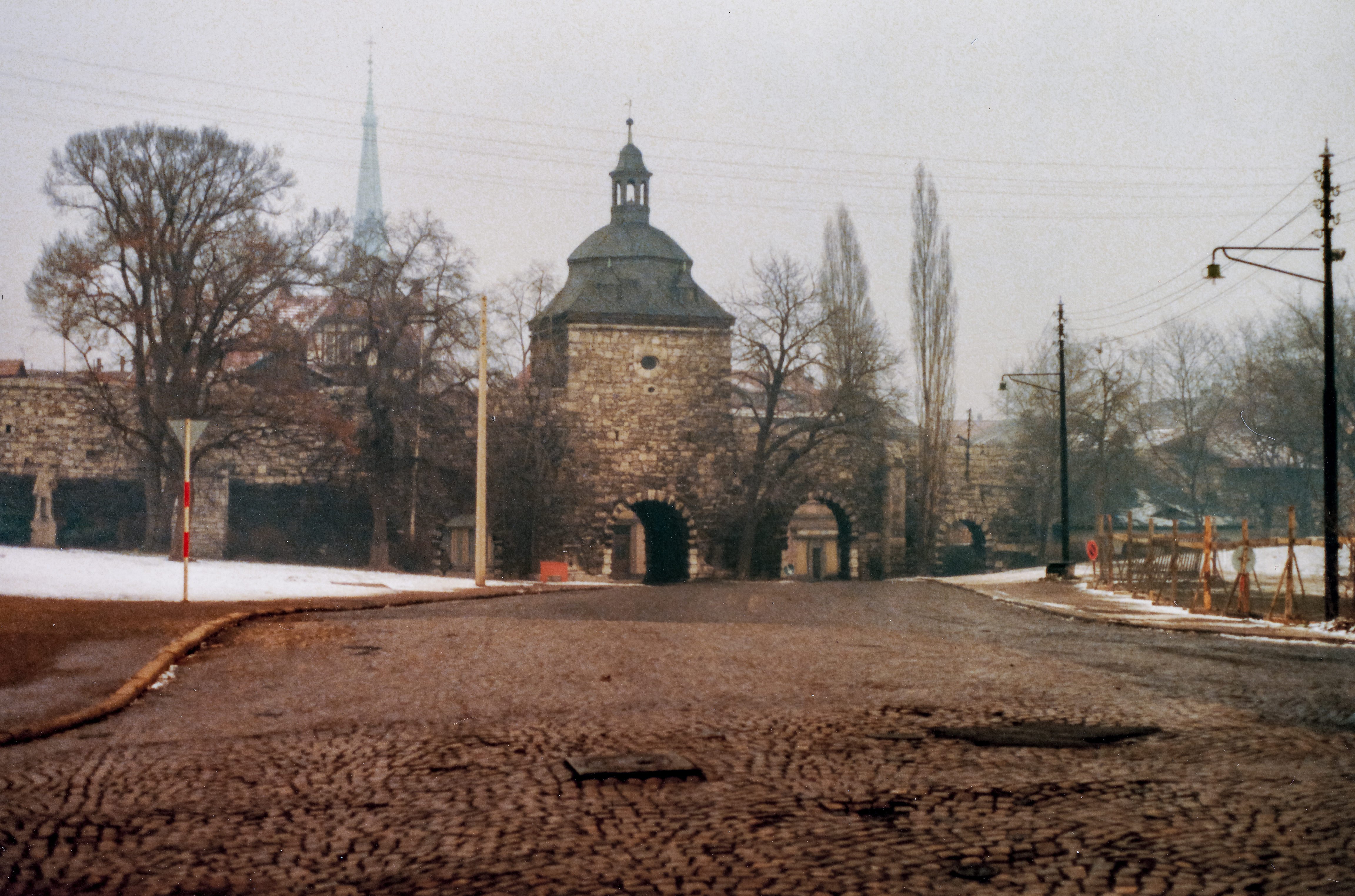
Mühlhausen im Jahr 1980

Nach der Verwaltungsreform von 1952 gehörten dem Kreis Mühlhausen die folgenden Städte und Gemeinden an:
| - Altengottern - Ammern - Beberstedt - Bickenriede - Bollstedt - Dachrieden - Diedorf - Dörna - Eigenrieden - Eigenrode - Faulungen - Felchta - Flarchheim | - Görmar - Großengottern - Großgrabe - Heroldishausen - Heyerode - Hildebrandshausen - Hohenbergen - Hollenbach - Höngeda - Horsmar - Hüpstedt - Kaisershagen - Kammerforst | - Katharinenberg - Kleingrabe - Kleinkeula - Körner - Langula - Lengefeld - Lengenfeld unterm Stein - Marolterode - Mehrstedt - Menteroda - Mühlhausen, Stadt - Niederdorla - Oberdorla | - Obermehler - Oppershausen - Reiser - Saalfeld - Schierschwende - Schlotheim, Stadt - Seebach - Sollstedt - Struth - Urbach - Wendehausen - Windeberg - Zella |

- Am 1. Januar 1957 wurde Katharinenberg nach Diedorf eingemeindet.
- Am 3. Dezember 1965 wurden Großgrabe und Kleingrabe zur neuen Gemeinde Grabe zusammengeschlossen.

## Wirtschaft
Bedeutende Betriebe waren unter anderen:
- VEB Mikroelektronik Wilhelm Pieck Mühlhausen
- VEB Meßapparatewerk Schlotheim
- VEB Mülana Mühlhausen (Oberbekleidung)
- VEB Buntweberei Cottana Mühlhausen
- VEB Westthüringer Kammgarnspinnerei Mühlhausen
- VEB Textilveredlungswerke Mühlhausen
- VEB Mühlhauser Strickmoden
- VEB Möve-Werk Mühlhausen
- VEB Förderwagen und Beschlagteile Mühlhausen
- VEB Stehlagerwerk Mühlhausen
- VEB Kinderfahrzeuge ZEKIWA Mühlhausen
- VEB Spezialnähmaschinenbau Mühlhausen

## Verkehr

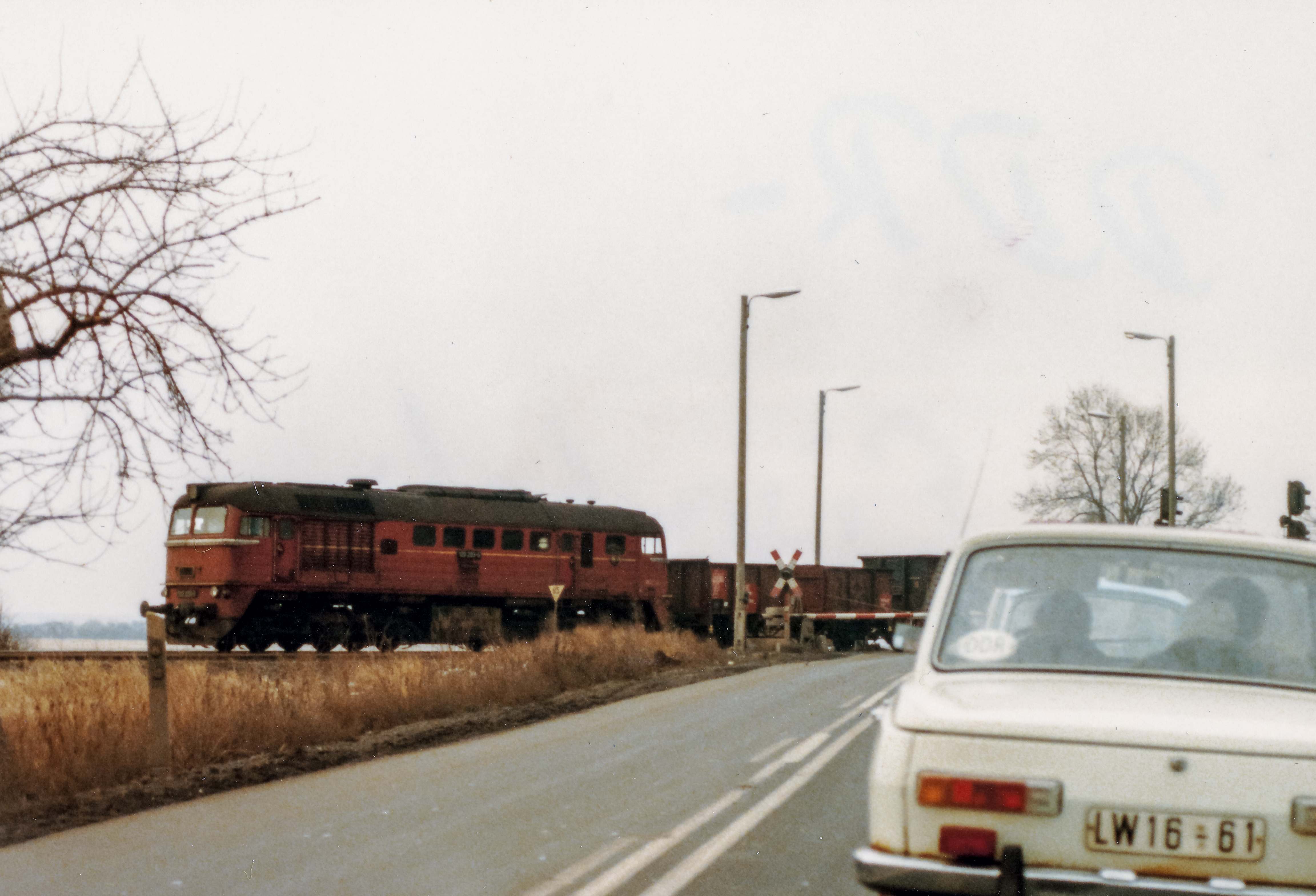
Bahnübergang an der Fernverkehrsstraße 247 bei Seebach

Dem überregionalen Straßenverkehr dienten die F 247 von Worbis über Mühlhausen nach Gotha sowie die F 249 von Mühlhausen nach Sondershausen.
Das Kreisgebiet wurde durch die Eisenbahnstrecken Gotha–Mühlhausen–Leinefelde und Mühlhausen–Ebeleben erschlossen.

## Kfz-Kennzeichen
Den Kraftfahrzeugen (mit Ausnahme der Motorräder) und Anhängern wurden von etwa 1974 bis Ende 1990 dreibuchstabige Unterscheidungszeichen, die mit den Buchstabenpaaren LR und LS begannen, zugewiesen. Die letzte für Motorräder genutzte Kennzeichenserie war FA 00-01 bis FA 04-99.
Anfang 1991 erhielt der Landkreis das Unterscheidungszeichen MHL. Es wurde bis zum 31. Januar 1995 ausgegeben. Seit dem 29. November 2012 ist es im Unstrut-Hainich-Kreis erhältlich.